# في في براون
فانيسا براون (بالإنجليزية: V V Brown)‏ (ولدت في 24 أكتوبر 1983) المعروفة فنيا باسم في في براون، مغنية وكاتبة ومنتجة أغاني بريطانية.

## النشأة والمهنية
ولدت فانيسا براون في نورثامبتون، إنجلترا، الأكبر بين ستة أشقاء؛ أمها من جامايكا ووالدها من بورتوريكو.

## روابط خارجية
- في في براون على موقع ميوزك برينز (الإنجليزية)
- في في براون على موقع أول ميوزيك (الإنجليزية)
- في في براون على موقع ديسكوغز (الإنجليزية)
- في في براون على موقع ديسكوغز (الإنجليزية)